# 粗毛石笔木
粗毛石笔木（学名：Tutcheria hirta）为山茶科石笔木属下的一个种。

## 扩展阅读
- 維基物種上的相關：粗毛石笔木